# 耶律庶箴
耶律庶箴（11世纪—1082年），辽国政治人物，字陳甫。契丹人。耶律庶成之弟，检校太師耶律吴九之子。
耶律庶箴善写文章。辽兴宗重熙年間，为本族将軍。咸雍元年（1065年），同知東京留守事，转任烏衍突厥部節度使。咸雍九年（1073年），知薊州事。咸雍十年（1074年），转任都林牙。上表请求契丹姓氏，辽朝創業时契丹姓氏只有耶律和蕭二姓，他请求諸部各立姓氏，以别婚姻。辽道宗以旧制不可更变，不听。大康二年（1076年），耶律乙辛出任中京留守，耶律庶箴、耶律孟簡上表祝贺。不久，耶律乙辛回朝任枢密使，专权恣虐。耶律庶箴私自去见耶律乙辛，哭着说：「以前那次上表，不是庶箴的本意」。耶律乙辛相信了，保证耶律庶箴的人身安全，听说这件事的人都鄙视耶律庶箴。大康八年（1082年），耶律庶箴致仕，不久去世。其子耶律蒲魯。